# Dietach
Dietach è un comune austriaco di 3 123 abitanti nel distretto di Steyr-Land, in Alta Austria.